# Зверник
Зверник (пол. Zwiernik) — село в Польщі, у гміні Пільзно Дембицького повіту Підкарпатського воєводства.
Населення — 1198 осіб (2011).
У 1975-1998 роках село належало до Тарновського воєводства.

## Демографія
Демографічна структура станом на 31 березня 2011 року:
|          | Загалом | Допрацездатний вік | Працездатний вік | Постпрацездатний вік |
| -------- | ------- | ------------------ | ---------------- | -------------------- |
| Чоловіки | 609     | 173                | 381              | 55                   |
| Жінки    | 589     | 157                | 316              | 116                  |
| Разом    | 1198    | 330                | 697              | 171                  |